# Statuia Sfântului Ioan Nepomuk din Arad
Statuia Sfântului „Ioan Nepomuk” (în maghiară Nepomuki Szent János-szobor) este un monument dezvelit în anul 1729 la Arad. Statuia se află pe actualul amplasament din anul 1870. Monumentul a fost sculptat de către un artist necunoscut din Viena.

## Istoric
Pe parcursul timpului statuia a stârnit aprige controverse legate de oportunitatea reamplasării ei în municipiul Arad.
Inițial, statuia a fost amplasată pe malul Mureșului deoarece sfântul Ioan Nepomuk era considerat protectorul apelor și al pădurilor. Ea a fost mutată pe actualul amplasament în 1870, după construirea primăriei și ridicării digului Mureșului. În prezent, statuia originală realizată în 1729 se află în Catedrala Romano-Catolică din Arad, iar statuia expusă este o copie realizată de către sculptorul arădean Mihai Takács. Aceasta are o importanță ridicată deoarece Sfântul Nepomuk este considerat în continuare patronul orașului Arad.